# Denis Scuto
Denis Scuto, né le 13 novembre 1964 à Esch-sur-Alzette, est un universitaire et ancien footballeur international luxembourgeois.

## Carrière de footballeur
Né d'un père immigré de Sicile et d'une mère luxembourgeoise, Denis Scuto commence sa carrière de footballeur à la Jeunesse d'Esch (1972-2002), et reçoit dès 1988 le tout nouveau titre honorifique de meilleur joueur du championnat.
Il remporte de nombreux trophées, huit championnats et quatre coupes.

### Sélection nationale
Il compte sept sélections pour zéro but avec l'équipe du Luxembourg.
Son premier match international a lieu le 21 septembre 1988 contre la Suisse, défaite 4 à 1, dans le cadre des éliminatoires de la Coupe du monde de 1990. 
Sa dernière sélection date du 20 mai 1993 contre l'Islande, soldée par un match nul 1 à 1.

### Palmarès
- Championnat du Luxembourg :
  - Champion : 1985, 1987, 1988, 1995, 1996, 1997, 1998 et 1999

- Coupe du Luxembourg :
  - Vainqueur : 1988, 1997, 1999 et 2000

- Joueur du Luxembourg de l'année : 1988

## Carrière universitaire
Issu du Lycée Hubert-Clément d'Esch-sur-Alzette (section littéraire), il effectue ses études universitaires à Luxembourg (Centre universitaire) et à Bruxelles (ULB) où son mémoire de [2e] licence (= maîtrise) en histoire contemporaine se voit attribuer le Prix Suzanne Tassier. Après une année pendant laquelle il participe à la coordination d'une grande exposition historique organisée à Luxembourg autour de la date de 1839, Denis Scuto accomplit sa formation pédagogique de trois ans et est nommé professeur dans l'enseignement secondaire public du Grand-Duché de Luxembourg.
Docteur en Histoire depuis 2009, son sujet de thèse s'intitulait "Histoire de la nationalité luxembourgeoise (1839-1940). Une histoire sous influence française, belge et allemande".
Enseignant ("professeur associé") en histoire contemporaine à l'Université du Luxembourg, il est nommé, en février 2019, directeur adjoint de l'Institut d'histoire du temps présent qui fait partie de la faculté de philosophie, lettres, arts et sciences de l'éducation.

## Publications (échantillon)
- Sous le signe de la grande grève de mars 1921 - Les années sans pareilles du mouvement ouvrier luxembourgeois 1918-1923; Esch-sur-Alzette (éditpress), 1990; 464 pages (ill.). Cet ouvrage est basé sur le mémoire de fin d'études (2e licence, histoire contemporaine, faculté de philosophie et lettres de l'ULB), mémoire défendu en 1988 et couronné par le Prix Suzanne Tassier.
- Industriekultur in Esch - Eine stadtgeschichtliche Wanderung durch die Luxemburger Minettemetropole; Esch-sur-Alzette (Éditions Le Phare & édiprint; Polyprint pour l'impression), 1993; 115 p. (ill.; plan de ville hors texte). Travail de pédagogie historique appliquée à une ville industrielle et à ses différents quartiers ou monuments.
- Gëscht am Doppelpass mat haut; Esch-sur-Alzette (Le Phare / éditpress), 2004; 193 pages. Ouvrage rassemblant 41 causeries ("Carte blanche") en luxembourgeois sur RTL (RTLëtzebuerg), entre 1999 et 2004, sur divers sujets d'histoire et/ou d'actualité.
- La nationalité luxembourgeoise (XIXe – XXe siècles) - Histoire d'un alliage européen; Bruxelles (Éditions de l'Université de Bruxelles), 2012; 387 pages. Ce livre reprend la thèse de doctorat défendue à l'ULB par l'auteur en 2009.
- Chroniques sur l'an 40 - Les autorités luxembourgeoises et le sort des juifs persécutés; Luxembourg (Fondation Robert Krieps), 2016; 197 pages.  (ISBN 978-2-919908-10-3)
- Une histoire contemporaine du Luxembourg en 70 chroniques [*]; Luxembourg (Centre d'histoire contemporaine de l'Université du Luxembourg & Fondation Robert Krieps), 2019. [* = chroniques parues dans le quotidien de gauche Tageblatt de 2015 à 2019].